# Tetrahymena pyriformis
Espèce
Synonymes
- Leucophrys pyriformis Ehrenberg, 1830[2]
- Tetrahymena geleii Furgason, 1940[3]

Tetrahymena pyriformis est une espèce de ciliés vivant principalement dans les eaux dormantes. Sa présence est souvent le signe d'une eau fortement polluée.

Les chercheurs en biochimie utilisent les espèces Tetrahymena thermophila et Tetrahymena pyriformis comme organismes modèles.
On a par exemple montré que cette espèce dispose de récepteurs hormonaux, dont l'un induit la production de mélatonine, quand elle est exposée à de faibles dose de cette hormone, notamment impliqué dans la photoadaptation avec des effets d'attractivité vers la lumière  le jour, de chemotactisme la nuit et autres.

## Publication originale
- (de) Ehrenberg, 1830 : Beiträge zur Kenntnifs der Organisation der Infusorien und ihrer geographischen Verbreitnung. Abhandlungen der Königlichen Akademie der Wissenschaften in Berlin, vol. 1830, pp. 1-88 (texte intégral).